# Švyturys
Švyturys is een Litouws biermerk. Het bier wordt sinds 1946 gebrouwen in Brouwerij Švyturys in Klaipėda. 

## Varianten
- Ekstra, blond bier, type Dortmunder, met een alcoholpercentage van 5,2%
- Baltas, blonde Hefeweizen met een alcoholpercentage van 5%
- Baltijos, bruin bier, type Märzenbier, met een alcoholpercentage van 5,8%
- Adler Bock, blond bokbier (Heller Bock) met een alcoholpercentage van 7%
- Old Port Ale, roodbruin bier (Scottish Ale) met een alcoholpercentage van 5,6%
- Švyturio, blond bier met een alcoholpercentage van 6%
- Gintarinis, blond bier, type pils, met een alcoholpercentage van 4,6%
- Stipriausias, blond bier (German-Style Bock) met een alcoholpercentage van 7,5%
- Nealkoholinis, blond alcoholarm bier met een alcoholpercentage van 0,5%
- Keltų, blond bier, type pale ale, met een alcoholpercentage van 5%
- 20 Statinių, donkerbruin bier, type stout, met een alcoholpercentage van 7%
- Korio, blond honingbier met een alcoholpercentage van 5,3%
- Tradicinis, blond bier met een alcoholpercentage van 6%

## Prijzen
- World Beer Cup 2000 – zilveren medaille voor Švyturys Ekstra
- World Beer Championship 2001 – gouden medaille voor Švyturys Ekstra
- World Beer Cup 2002  – bronzen medaille voor Švyturys Baltijos
- Stockholm Beer Festival 2004 – gouden medaille voor Švyturys Ekstra
- World Beer Championship 2009 – zilveren medaille voor Švyturys Baltas
- Australian International Beer Awards 2009 – bronzen medaille voor Švyturys Baltas
- Australian International Beer Awards 2009  – zilveren medaille voor Švyturys Baltijos
- World Beer Cup 2012  – gouden medaille voor Švyturys Ekstra